# Roestelia patula
Roestelia patula är en svampart som först beskrevs av Syd. & P. Syd., och fick sitt nu gällande namn av F. Kern 1973. Roestelia patula ingår i släktet Roestelia och familjen Pucciniaceae.   Inga underarter finns listade i Catalogue of Life.